# Febre Q
Febre  Q é uma zoonose causada pela bactéria gram-negativa Coxiella burnetii. Seus reservatórios primários são bovinos, ovinos, caprinos, mas também podem infectar outros mamíferos, como gatos, cachorros e o homem. A infecção é  resultado da inalação de partículas contaminadas do ar e de contato com o muco vaginal, leite, fezes, urina ou sêmen de animais infectado. O período de incubação é 9 a 40 dias. É considerada a doença mais infecciosa no mundo, pois um ser humano pode ser infectado por uma única bactéria.

## Causa

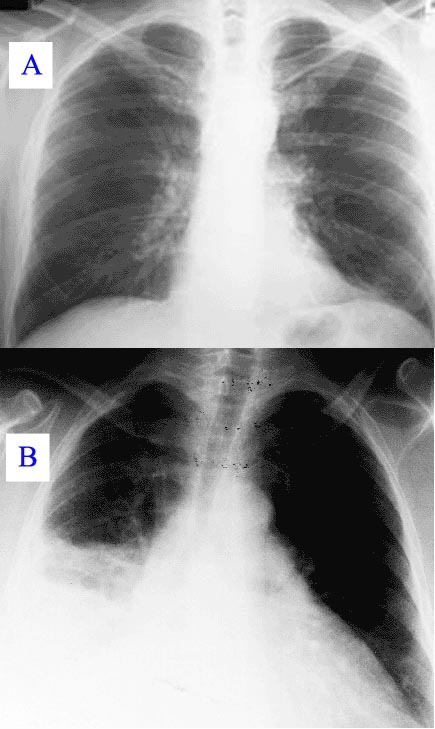
Imagem A: Raio X de um peito normal. Imagem B: pneumonia com febre Q

A doença ocorre em todos continentes e é causadas pela bactéria Coxiella burnetii, um cocobacilo gram-negativo, parasita obrigatório intracelular. Bovinos, ovelhas e cabras são os reservatórios primários, embora várias espécies possam ser infectadas. As bactérias são excretados no leite, urina e fezes de animais infectados. Durante a gestação atravessam em grande número para os fluidos amnióticos e placenta. O organismo é extremamente resistente, resistindo ao calor, falta d'água, sabões e muitos desinfectantes podendo assim sobreviver durante longos períodos no ambiente.
A infecção de seres humanos normalmente ocorre por inalação destes organismos pela poeira contaminada de material seco placentário, fluidos de nascimento e excrementos de animais infectados. Outros modos de transmissão mais incomuns incluem picadas de carrapatos, ingestão de leite ou produtos lácteos não pasteurizados. Transmissão humano-humano são muito improváveis, mas possíveis. Trabalhadores em contato direto com animais são muito susceptíveis à doença, pois menos de 10 organismos são suficientes para provocar a infecção, tornando a Coxiella burnetti um dos patógenos mais infecciosos do mundo.
A inoculação experimental de C. burnetii em bovinos induziu não só desordens respiratórias e falhas cardíacas (miocardite), mas também abortos e cio irregular.

## Sinais e sintomas
O período de incubação é de duas a três semanas. E geralmente é assintomática, sendo que seus possíveis sintomas incluem :
- Febre alta (até 40oC);
- Dor de cabeça;
- Mal-estar geral;
- Dores musculares;
- Calafrios e / ou suores;
- Tosse seca;
- Náusea e Vômitos;
- Diarreia;
- Dor abdominal;
- Dor no peito.

A Febre Q é uma causa reconhecida de abortos, natimortos e baixo peso ao nascer em ruminantes e animais de companhia. Casos de infeção por C. burnetii no gado são monitorados, vacinados e estudados por associação com pneumonia, doenças respiratórias, cardíacas e reprodutivas no Canadá, EUA, Chipre, França, Hungria, Japão, Suíça e Alemanha. 

## Epidemiologia
Entre 18 a 37% das pessoas que trabalham em contato direto com animais desenvolvem anti-corpos contra a Coxiella, mas quase todos os casos curam sem diagnóstico nem complicações. Surtos recentes foram identificados na Espanha, França, EUA, Iraque, Austrália e especialmente na Holanda com 3700 casos diagnosticados entre 2007 e 2010, associado ao leite de cabra não pasteurizado.

## Tratamento
A doxiciclina é o tratamento de primeira linha aos maiores de 8 anos e recomendada imediatamente quando há suspeita de febre Q pois, apesar da maioria dos pacientes melhorarem espontaneamente, é importante prevenir a progressão para doença crônica ou complicações, que são muito mais resistentes ao tratamento. Além disso, deve-se repor fluidos e podem-se usar antitussígenos, analgésicos e antipiréticos para aumentar o bem estar do paciente.
Casos crônicos e endocardites são difíceis de tratar, recomendando-se combinar doxiciclina e hidroxicloroquina por 18 meses ou doxiciclina e fluorquinolona por 3 a 4 anos. Cirurgia pode ser necessária para tratar as complicações.

## Prevenção
Estudos publicados provaram que o uso de uma vacina com base na fase intermediária da C. burnetii (COXEVAC)  é útil no controle e prevenção de aborto (inicial ou tardio), anestro, estro (cio) silencioso, metrite e queda da produção de leite quando a C. burnetii é a principal causa desses problemas. 
Recomenda-se não consumir leite não pasteurizado e usar roupas de proteção ao trabalhar com animais.